# Джо Ранфт
Джозеф Генрі Ранфт (англ. Joseph Henry Ranft; 13 березня 1960, Пасадена, Каліфорнія — 16 серпня 2005, Мендосіно, Каліфорнія) — американський сценарист, художник-мультиплікатор, режисер та актор.

## Біографія
Народився у місті Пасадена, штат Каліфорнія. З дитинства Джо захоплювався анімацією та кінокомедіями. Після закінчення середньої школи Monte Vista High School 1978 року, Джо вступив до Каліфорнійського інституту мистецтв (CalArts), де навчався разом з Джоном Лассетером та Бредом Бердом. Через два роки його студентський фільм «Хороший гумор» привернув увагу аніматорів компанії Disney, після чого Джо отримав від них запрошення на роботу.
Починаючи з 1980 року Джо працює сценаристом та художником розкадровки на студії Disney. Одночасно з цим він починає виступи з групою імпровізаторів під назвою «The Groundlings». Наприкінці 1980-х років Джо Ранфт як сценарист бере участь у створенні таких мультфільмів як «Олівер і Компанія», «Король Лев», «Красуня і чудовисько». У цей період він починає працювати над мультфільмами «Відважний маленький тостер» (1987 рік) та «Джеймс і гігантський персик» (1996 рік).
1991 року Джо Ранфт зустрічається знову з Джоном Лассетером на студії Pixar. Разом з Ендрю Стентон та Пітом Доктером вони починають працювати над першим повнометражним 3D мультфільмом в світі Історія іграшок, за який Джо Ранфт отримав номінацію на «Оскар». Починаючи з 1995 року Джо виступає як співавтор сценарію до багатьох спільних проєктів студій Disney та Pixar. Окрім цього він усе частіше починає брати участь в озвучуванні мультфільмів. На честь Джо один із персонажів мультфільму «Корпорація монстрів», якому він подарував свій голос, отримав ім'я Дж. Дж. Ранфт (J.J.Ranft).
В одному з інтерв'ю Джо зізнався що його улюблені письменники Курт Воннегут, Хантер С.Томпсон та Томас Вулф.
1985 року Джо одружився з Сью Беррі. Він мав двох дітей — Джордана та Софію.
Джо Ранфт загинув 16 серпня 2005 року в автокатастрофі. Автомобіль, в якому він їхав, втратив керування і пробивши захисне огородження впав у гирло річки Наварро з висоти приблизно 40 метрів. На момент смерті Джо працював над двома мультфільмами — «Тачки» і «Труп нареченої», які надалі були присвячені його пам'яті. 2006 року Джо посмертно отримав нагороду «Легенда Діснею».

## Фільмографія

### Сценарист
- Сирник та північне світло / Mater and the Ghostlight (2006)
- Тачки / Cars (2006)
- Пригоди Фліка / A Bug's Life (1998)
- Відважний маленький тостер: Найкращий друг / The Brave Little Toaster to the Rescue (1997)
- Історія іграшок / Toy Story (1995)
- Король Лев/ The Lion King (1994)
- Красуня і чудовисько / Beauty and the Beast (1991)
- Рятівники в Австралії / The Rescuers Down Under (1990)
- Русалонька / The Little Mermaid (1989) (співавтор та аніматор)
- Олівер і Компанія / Oliver & Company (1988)
- Sport Goofy in Soccermania (1987)
- Відважний маленький тостер / The Brave Little Toaster (1987)

### Режисер
- Тачки / Cars (2006) (не дожив до прем'єри, мультфільм присвячено його пам'яті)

### Продюсер
- Труп нареченої / Corpse Bride (2005)

### Актор
- Тачки / Cars (2006) — Ред, Петербілт
- Суперсімейка / The Incredibles (2004) — додаткові голоси
- У пошуках Немо / Finding Nemo (2003) — креветка Жак
- Корпорація монстрів / Monsters, Inc. (2001) — Дж. Дж. Ранфт, додаткові голоси
- Історія іграшок 2 / Toy Story 2 (1999) — Висклик
- Пригоди Фліка / A Bug's Life (1998) — гусінь Хаймлих
- Відважний маленький тостер / The Brave Little Toaster (1987) — Elmo St. Peters
- Історія іграшок / Toy Story (1995) — бінокль Ленні
- Луау — вечірка по-гавайські / Luau (1982) — I.Q.